# Омельницька сільська рада (Кременчуцький район)
Омельни́цька сільська́ ра́да — колишній орган місцевого самоврядування в Кременчуцькому районі Полтавської області з центром у селі Омельник.

## Населені пункти
1. с. Омельник
2. с. Варакути
3. с. Литвиненки
4. с. Пустовіти
5. с. Федоренки

## Влада
Загальний склад ради - 20  
Сільські голови
- Пирог Андрій Миколайович

22.07.25 - Зараз
- Шереметьєва Олександра Іванівна

31.10.2010 - 22.07.25
15.03.2009 - 31.10.2010
- Курінний Петро Чарльзович

23.10.2006 - 01.08.2008